# Minutaleyrodes
Minutaleyrodes is een geslacht van halfvleugeligen (Hemiptera) uit de familie witte vliegen (Aleyrodidae), onderfamilie Aleyrodinae.
De wetenschappelijke naam van dit geslacht is voor het eerst geldig gepubliceerd door Jesudasan & David in 1990. De typesoort is Dialeurodes minuta.

## Soorten
Minutaleyrodes omvat de volgende soorten:
- Minutaleyrodes cherasensis (Corbett, 1935)
- Minutaleyrodes indicus Meganathan & David, 1994
- Minutaleyrodes kolliensis (David, 1977)
- Minutaleyrodes minuta (Singh, 1931)
- Minutaleyrodes suishanus (Takahashi, 1934)